# Brusłyniwka
Brusłyniwka (ukr. Бруслинівка, pol. hist. Jaśkowce) – wieś na Ukrainie, w obwodzie winnickim, w rejonie lityńskim.